# FetLife
O FetLife é um site de rede social que atende pessoas interessadas em BDSM, fetichismo e kink. Em sua homepage, o FetLife se descreve como "como o Facebook, mas dirigido por kinksters como você e eu". O FetLife distingue-se dos concorrentes, enfatizando-se como uma rede social em vez de um site de encontros.
Tem mais de 8 milhões de contas de usuário.[carece de fontes?]

## História
O FetLife foi lançado em janeiro de 2008 por John Kopanas (também conhecido por seu nome de usuário John Baku), engenheiro de software em Montreal, Quebec. Frustrado por tentativas de encontrar mulheres que tinham os mesmos interesses sexuais que ele, Baku criou um site em 2007 chamado "FriendsWithFetishes" (em português: Amigos com Fetiches). Enquanto trabalhava no lançamento 2.0 de FriendsWithFetishes, Baku decidiu então lançá-lo como um site separado e nomeou-o como FetLife. James Golick serviu como diretor de tecnologia.

## Características
No passado, qualquer membro poderia criar um grupo dedicado a qualquer fetiche que escolhesse. No entanto, em janeiro de 2017, a Fetlife encerrou temporariamente a capacidade de criar novos grupos. Ao mesmo tempo, eles eliminaram centenas de grupos existentes, incluindo qualquer coisa com as palavras sangue, agulhas, estupro e incesto. A capacidade de criar novos grupos foi restabelecida pouco depois.
Todos os novos membros são, por padrão, inscritos no grupo Fetlife Announcements, que tem inscritos nele (em Janeiro de 2018) mais de 7 milhões de membros.
Há muitos grupos dedicados a responder questões temáticas, como "Pergunte a um submisso", "Pergunte a uma amante", "Pergunte a um dominante", "Pergunte a um Stripper", "novatos e novatos" e assim por diante. Os grupos podem ser pesquisados por palavras no título do grupo.
Além disso, há um "diretório" separado de fetiches em que um membro pode indicar seu interesse. Qualquer membro pode criar um novo fetiche.
Qualquer membro pode postar um evento com data, local, custo, código de vestimenta e outras informações. A localização pode ser ocultada e revelada individualmente pelo proprietário do evento aos participantes. Os usuários, na página de um evento, podem indicar que "participarão" ou "poderão comparecer".
Todos os membros têm um perfil pessoal. Um membro pode ter vários perfis de afiliados, mas ter os "sockpuppets" são contra os termos de uso do site.
Existem 12 opções possíveis de "orientação sexual", além de "Não aplicável" e mais de 60 opções de "função". Os grupos aos quais o membro pertence e os fetiches aos quais o membro está "dentro" ou "curioso" são exibidos como parte do perfil. Além disso, o membro pode escrever um texto que seja postado automaticamente em seu perfil, sem limitação de tamanho. Todos os perfis são visíveis por padrão para todos os membros, embora um membro possa bloquear outro membro.
Os membros podem indicar que são "Amigos" com outro membro e, assim, receber uma notificação da atividade do Amigo (por exemplo, quais grupos o amigo participa e quais postagens ele faz). A confirmação do amigo proposto é obrigatória.
Os membros também podem indicar que estão em um ou mais relacionamentos. Um menu separado permite que um membro indique mais especificamente quaisquer relacionamentos D/S (Dominantes/Submissos) em que eles possam estar. Ambos, opcionalmente, permitem que o membro especifique alguém em sua lista de amigos.
Os membros podem trocar mensagens privadas com qualquer outro membro. Uma função de chat limitada foi implementada em 2013, permitindo que os membros conversassem com outras pessoas com quem eram amigos, mas essa função foi descontinuada em 2016.
Cada membro pode postar escritos (entradas de diário, literatura erótica e anotações), fotografias e vídeos. Não são permitidas postagens de fotografias ou vídeos não realizados pelo próprio usuário, a menos que sejam fotos ou vídeos do membro. Embora a associação seja gratuita, os vídeos só podem ser visualizados por apoiadores financeiros. Aqueles que fazem uma contribuição financeira recebem um selo "I Support FetLife" (em tradução livre: Eu Apoio o FetLife) em seu perfil.
Qualquer membro pode comentar sobre uma nota escrita, foto ou vídeo de outro membro. Os comentários são públicos e não podem ser alterados ou excluídos após a postagem.
O recurso de pesquisa é deliberadamente limitado para impedir que os membros encontrem usuários com características específicas, como idade, sexo ou cidade dentro do Estado. Além disso, os escritos não podem ser pesquisados por tópico ou palavra-chave; eles só estão disponíveis na página de perfil do autor.
Os membros são encorajados a denunciar conteúdos ilegais, bem como violações dos termos de uso, aos administradores da FetLife.

## Crítica
Em 2012, a FetLife encontrou-se no centro de uma controvérsia em relação à sua política de que os usuários se comprometem a não "fazer acusações criminais contra outro membro em um fórum público". Esta política foi contestada pelos usuários com base no fato de que censurar postagens de vítimas de violência sexual que nomeiam usuários que são "predadores sexuais" e impede que eles avisem os outros. O raciocínio de FetLife por trás dessa política é que ela permite que os usuários acusem outros de um crime, o que poderia ser difamatório se as alegações forem falsas ou improváveis.
É necessária uma conta para visualizar o conteúdo no FetLife, embora a associação seja gratuita. O site não é indexado por mecanismos de busca e, em parte, por causa disso, os críticos argumentam que o FetLife se apresenta como sendo mais privado do que deveria ser.
Em 19 de abril de 2017, a Fetlife foi supostamente acessada por Brendt Christensen, o alegado sequestrador de Yingying Zhang, para explorar tópicos como "Abduction 101" e sub-threads como "Fantasia de rapto perfeito" e "planejamento de um sequestro".
Depois de ser citada em vários casos criminais, a FetLife proibiu várias centenas de categorias fetichistas.